# Ichneumon nebularum
Ichneumon nebularum là một loài tò vò trong họ Ichneumonidae.